# Bertelsmann
Бертельсманн (нім. Bertelsmann; повна назва — Bertelsmann SE & Co. KGaA) — міжнародний медіаконцерн, що контролює видавничо-поліграфічну галузь Німеччини. Штаб-квартира — у Гютерсло (Німеччина).

## Історія
Компанія заснована Карлом Бертельсманом у 1824, видавничою діяльністю займається з 1835. У 1950—1980 об'єднав більше 100 поліграфічних і інших фірм в середині країни та за кордоном. Випускає художню, наукову, енциклопедичну (у тому числі «Лексикотека» у 26 тт., з 1972), довідкову, навчальну та іншу літературу, компакт-касети та відеодиски. Поширює продукцію головним чином через мережу книжкових і музичних клубів.
Bertelsmann має представництва по всьому світу у 50 країнах з основним напрямом діяльності — ЗМІ. Основні ринки знаходяться у Західній Європі — особливо у Німеччині, Франції, Великій Британії та Іспанії, — а також в Сполучених Штатах.
У жовтні 2012 року концерн Bertelsmann домовився з британським видавничим домом Pearson про злиття своїх видавничих активів — Random House та Penguin Group..

## Власники і керівництво
Bertelsmann є акціонерним товариством закритого типу, основні акціонери — Фонд Bertelsmann (57,6 %), фонд Groupe Bruxelles Lambert (25,1 %) і сім'я Мон (17,3 %). У 2006 році в результаті бай-бека 25 % акцій було викуплено Фондом Bertelsmann.

## Підрозділи та основні активи
| Логотип               | Підрозділ / Галузь                                                        | Активи   | Число співробітників | Оборот у млн. € | Оборот у % | Операційний прибуток у млн. € | EBIT у % |
| Логотип Arvato        | Arvato Гютерсло (міжнародний постачальник медіа та комунікаційних послуг) | 100,00 % | 66 410               | 4 414           | 27,0       | 206                           | 12,1     |
| Логотип Gruner + Jahr | Gruner + Jahr Гамбург (якісна журналістика)                               | 100,00 % | 10 819               | 2 065           | 12,6       | 123                           | 7,2      |
| Логотип Random House  | Penguin Random House                                                      | 53,00 %  | 11 838               | 2 655           | 16,2       | 280                           | 16,4     |
| Логотип RTL Group     | RTL Group Люксембург (якісні розваги на усіх каналах)                     | 76,40 %  | 11.589               | 5 889           | 36,0       | 1 257                         | 73,6     |
|                       | Be Printers Group (друк і комунікаційні послуги)                          | 100,00 % | 6 201                | 1 123           | 6,9        | −81                           | −4,7     |
| Логотип BMG           | BMG Rights Management                                                     | 100,00 % |                      |                 |            |                               |          |

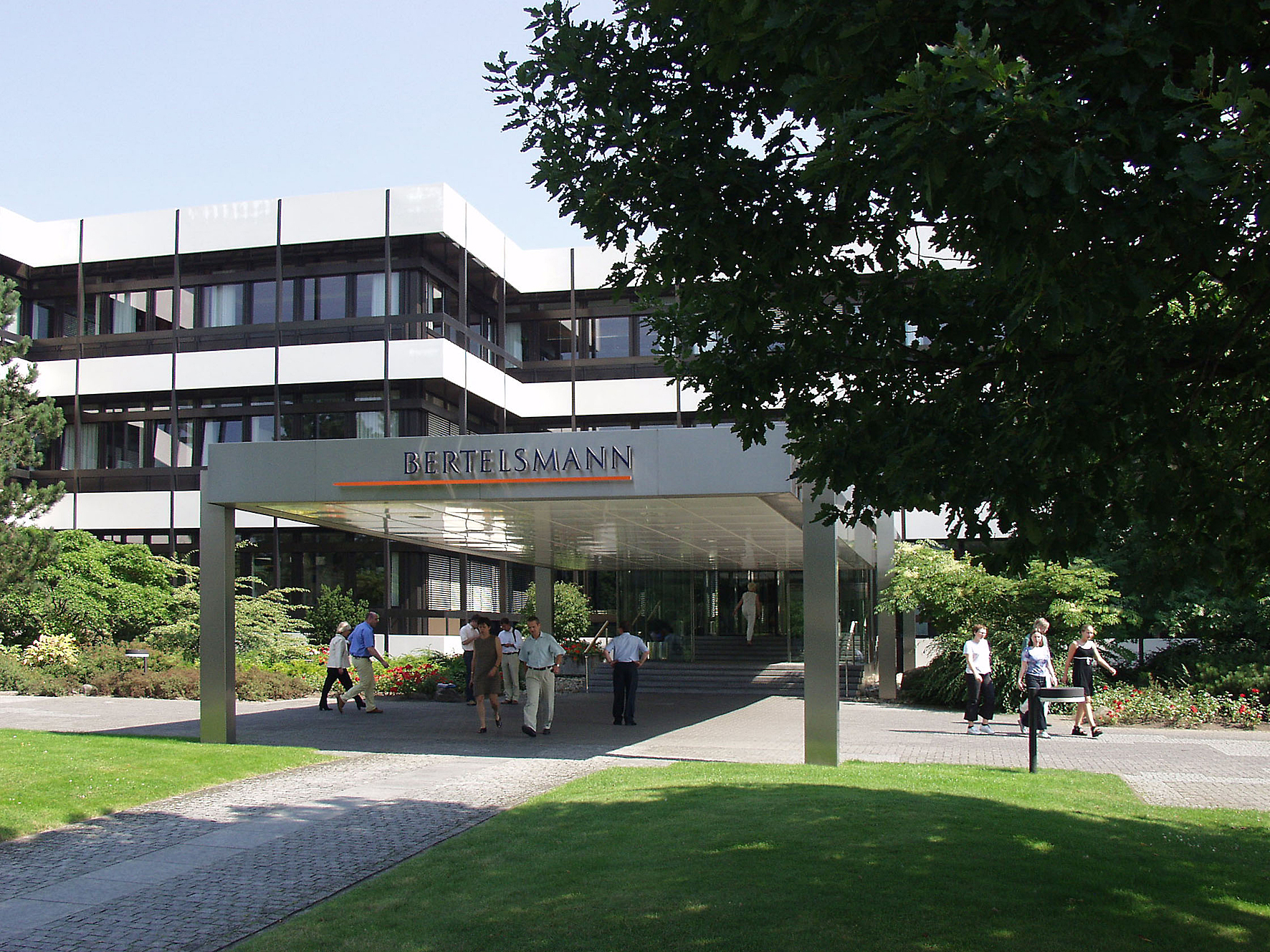
Штаб-квартира концерну у Гютерсло

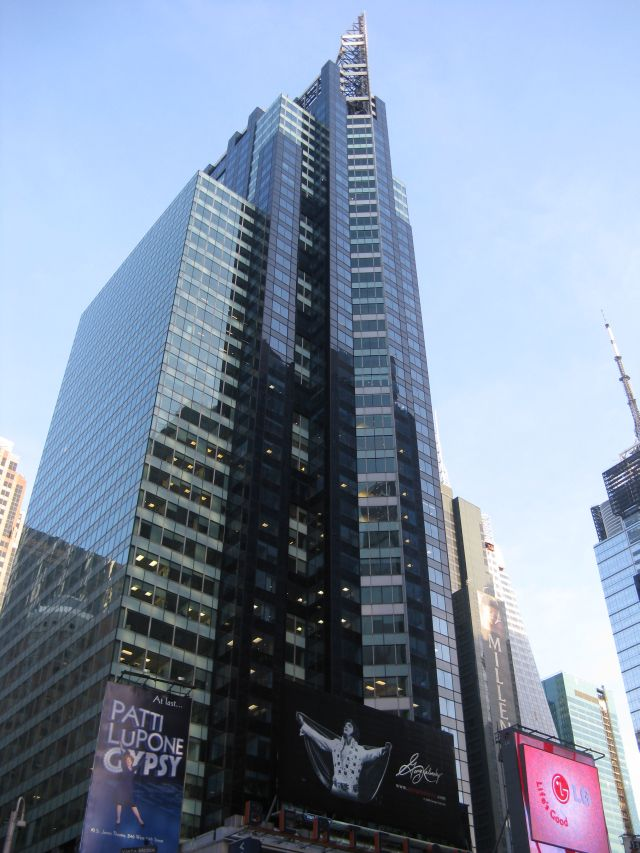
Північноамериканська штаб-квартира Bertelsmann у Нью-Йорку

Наведені дані станом на 22 жовтня 2014
Річний виторг компанії — 16,4 млрд євро, чисельність персоналу — більше 111 000 співробітників.